# OM-50 Nemesis
OM-50 Nemesis je velikokalibrska ostrostrelska puška, ki sta jo leta 2001 zasnovala dva upokojena vojna veterana, Američan James Owens in Švicar Chris Movigliatti.
Ime puške je sestavljeno iz prvih črk priimkov konstruktorjev, številke, ki prikazuje kaliber v palcih, in imena grške boginje maščevanja.

## Zasnova
Ideja kostruktorjev te puške je bila zasnova družine ostrostrelnih pušk, ki bi bile strogo specializirane gleda na potrebo uporabnika. Koncept sta začela graditi okoli širokega kroga potencialnih kupcev, od oboroženih sil, policije do civilistov, ki jih zanima športno streljanje in lov ne veliko divjad.
Dve leti po začetku načrtovanja je manjše švicarsko orožarsko podjetje AMSD (Advanced Military System Design) iz Ženeve prikazalo prototip prve puške.

### Modeli
Puška je na voljo v treh izvedbah, vsi modeli pa imajo modularno ko,strukcijo, tako da se z dodajanjem ali odvzemanjem določenih komponent spreminjajo. Osnovna izvedba je enostrelna puška OM-50 Nemesis Mk 1 z obratnočepnim zaklepom in nastavljivim nepreklopnim kopitom in standardnim vodilom tipa Picatinny na zgornjem delu obloge cevi.
Mk 1 se s snemanjem bloka za uvod naboja in vstavljanjem škatlastega okvirja za pet nabojev ter zamenjavo kopita zlahka spremeni v model Mk 2. Mk 2 ima tako zložljivo kopito, nastavljivo po vseh smereh, v katerem je tudi monopod na zadnjem in bipod (nožice) na sprednjem delu obloge. Prednji kopišček je pri tem modelu opremljen z dodatnima dvema stranskima vodiloma tipa Picatinny.
Tretji model, Mk 3 se dobi z vgradnjo dodatnega kopiščka pred prvega iz modela Mk 2. Na tem podaljšku sta na bočnih straneh nameščeni še dve vodili Picatinny.

### Cevi
Vsi trije modeli imajo poseben sistem za hitro menjavanje cevi, pri čemer so kupcu na voljo cevi dolžin 381 mm (15 inčev), 445,5 mm (15,5"), 508 mm (20"), 558,8 mm (22"), 698,5 mm (27,5") in 838 mm (33"). Najdaljša cev je dobavljiva samo na posebno zahtevo, namenjenja pa je streljanju na največje razdalje. Poleg različnih cevi so kupcu na voljo tudi številni dodatki, ki se namestijo na ustje cevi. Med te spadajo razbijala plamena, plinske zavore in dušilci poka.
Standardna dolžina cevi znaša 698,5 mm, prve štiri omenjene cevi pa so na voljo samo oboroženim silam in specialnim enotam policije, te pa jih uporabljajo samo v urbanem okolju. Tako kratke cevi so v svetu ostrostrelskih pušk nekaj novega, saj nobena druga puška, ki uporablja močno strelivo 12,7 x 99 mm do danes nima cevi krajše od 600 mm.
Zamenjava cevi se izvrši na enostaven način z odvitjem kompleta standardnih vijakov.

## Materiali in delovanje
Osnovne komponente OM-50 so izdelane iz aluminijevih legur, zaklep in cevi pa iz visokokvalitetnega trdega jekla. Vse cevi so »prosto plavajoče«, kar je danes pri sodobnih in izjemno natančnih ostrostrelskih puškah repetirkah že pravilo. Cevi imajo osem žlebov z desnim navojem in korakom 381 mm.
Sprožilec vseh treh modelov je dvostopenjski, njegova občutljivost pa je nastavljiva. Tako je najmanjša sila proženja 1 kg, največja pa 2,5 kg. Nad pištolskim ročajem, ki po obliki spominja na tistega iz jurišne puiške M-16 in karabinke M-4, se nahaja varovalka, na zgornji strani ogrodja pa je moč na Picatinnyjevo vodilo namestiti različne optično-elektronske namerilne naprave. Klasični nastavljivi tritočkovni merki so dobavljivi na posebno željo.
Natančnost te puške naj bi na 300 m po zagotovilih proizvajalca znašala dobrih 0,5 kotnih minut, pri streljanju na tarče oddaljene 1000 metrov pa naj bi znašala malo pod 1 kotno minuto.
Trenutno puška še ni v službeni uporabi, po svetu pa v različnih državah potekajo testiranja.